# Dor Daedeloth
En el Universo Imaginario de Tolkien se llamó Dor Daedeloth a toda la región del norte de la Tierra Media que estaba bajo el dominio de Morgoth.

## Etimología del nombre
Su nombre significaba “La Tierra de la Sombra de Horror”. Nombre Compuesto por _Dor_ que significa "Tierra", "Región"; raíz NDOR; y _Daedeloth_ que significa "Sombra del Horror" o "Gran Temor" (para esta última acepción véase Bosque Negro) Raíz DAY-DYEL. 

## Geografía
Sus límites son imprecisos porque abarcaba toda la tierra bajo el Poder Oscuro y esta, a lo largo de la historia de Beleriand, fue variando su superficie; pero podemos decir que los límites sur de la región, al menos en los primeros años de la Primera Edad del Sol, eran las tierras comprendidas en los dominios de los Noldor es decir, Hithlum, Ard-Galen (que después se llamó, Anfauglith, el Polvo Asfixiante), Lothlann, Ladhros y Nevrast. Los límites al oeste serían el gran Estuario de Dengrist y la Región de los Hielos Crujientes; y al este las costas del Gran Mar Circundante (sin abarcar las tierras del este de las Montañas Azules). 
Dentro de estas tierras se encontraban las Fortalezas de Angband y Utumno, las Montañas de Hierro y el Monte Thangorodrim.
- Datos: Q2604645